# سمیرا سبزیان‌فرد
سمیرا سبزیان‌فرد (سبزیان‌) (۱۳۷۴–۱۴۰۲) زنی بود که به اتهام قتل همسرش به اعدام محکوم شده بود. دادگستری استان تهران در بیانیه‌ای اتهام او را «ارتکاب قتل عمد همسر خویش از طریق خوراندن «لیدوکائین» به جای نوشیدنی» عنوان کرده بود. او هنگام ازدواج زیر ۱۸ سال سن داشت و کودک‌همسر بود. دادگاه او را متهم کرده بود که در دی ماه ۱۳۹۳، زمانی که که ۱۹ سال داشت، با مشارکت خواهر ۱۴ ساله اش و فرد دیگری، همسرش را به قتل رسانده‌ است. سبزیان اهل خرم‌آباد استان لرستان و مادر دو کودک یازده و پانزده ساله بود.
خانم سبزیان سحرگاه روز چهارشنبه ۲۹ آذر ۱۴۰۲ به اتهام «قتل عمد» همسرش در زندان قزل‌حصار کرج اعدام شد.

## واکنش‌ها

### تعویق حکم اعدام
ابتدا قرار بود روز ۲۲ آذر، حکم اعدام سمیرا سبزیان به اجرا درآید که در پی خبررسانی گسترده و واکنش جامعه مدنی، برای یک هفته به تعویق افتاد. محمود امیری مقدم، مدیر سازمان حقوق بشر ایران، نیز در حساب این سازمان در شبکه ایکس نوشت که حکم خانم سبزیان‌فرد برای «یک هفته» به تعویق افتاده است. یک منبع نزدیک به خانواده این زندانی با تأیید این موضوع گفت: «این اقدام در پی اخذ مهلت چند ماهه صورت گرفته است. خانم سبزیان فرد پس از انتقال به انفرادی قدرت تکلم خود را از دست داد. همچنین هنگام بازگشت به بند، قادر به راه رفتن نبود و با ویلچر منتقل شد.»

### اجرای حکم اعدام
روز چهارشنبه ۲۹ آذرماه هیاتی از سوی شورای حل اختلاف استان تهران به‌منظور تلاش برای اخذ رضایت اولیای دم در زندان حاضر شد اما در نهایت به جهت اصرار اولیای دم بر اجرای حکم و عدم مصالحه میان طرفین علی‌رغم تلاش‌های صورت گرفته از سوی هیئت اعزامی شورای حل اختلاف استان تهران، حکم صادره به مرحله اجرا درآمد.
حسن آقاخانی، وکیل مدافع خانم سبزیان گفت: من به عنوان وکیل پرونده حدود ۵ مرتبه درخواست اعاده دادرسی دادم. قضات دیوان عالی کشور این پرونده را ۲ مرتبه برای رسیدگی به شعبه هم عرض ارجاع دادند اما باز هم حکم قصاص صادر شد. او ادامه می‌گوید: مسئولان قضایی چند مرتبه تلاش کردند تا جلسه صلح و سازش برگزار شود اما اولیای دم قبول نمی‌کردند و فقط قصاص می‌خواستند که سرانجام صبح چهارشنبه حکم در زندان زنان شهر ری اجرا شد.

### پس از اجرای حکم اعدام
سازمان عفو بین‌الملل روز چهارشنبه ۲۹ آذر در بیانیه‌ای نوشت از «اعدام هولناک» سمیرا سبزیان فرد، که مادر دو فرزند و در کودکی مجبور به ازدواج زودهنگام شده بود، «وحشت‌زده شده‌ است». همزمان سازمان غیردولتی حقوق بشر ایران مستقر در نروژ با انتشار بیانیه‌ای نوشت که سمیرا سبزیان در ۱۵ سالگی ازدواج کرد و یک کودک همسر بود و به گفته نزدیکانش، پیش از ارتکاب قتل انتسابی، قربانی خشونت خانگی شده بود.